# 梅凱尼克福爾斯 (緬因州)
梅凱尼克福爾斯（英語：Mechanic Falls）是一個位於美國緬因州安德羅斯科金縣的市鎮。

## 人口
根據2020年美國人口普查的數據，梅凱尼克福爾斯的面積為28.90平方千米，當中陸地面積為28.48平方千米，而水域面積為0.42平方千米。當地共有人口3107人，而人口密度為每平方千米108人。